# Iguanacolossus
Iguanacolossus fortis
Genre
Espèce
Iguanacolossus est un genre éteint de dinosaures ornithopodes du clade des Styracosterna, un groupe monophylétique faisant partie de l'infra-ordre des Iguanodontia.
Ce genre n'est représenté que par l'espèce type, Iguanacolossus fortis qui a vécu au cours du Crétacé inférieur, dans la région de l'Utah, aux États-Unis,.

## Description et découverte

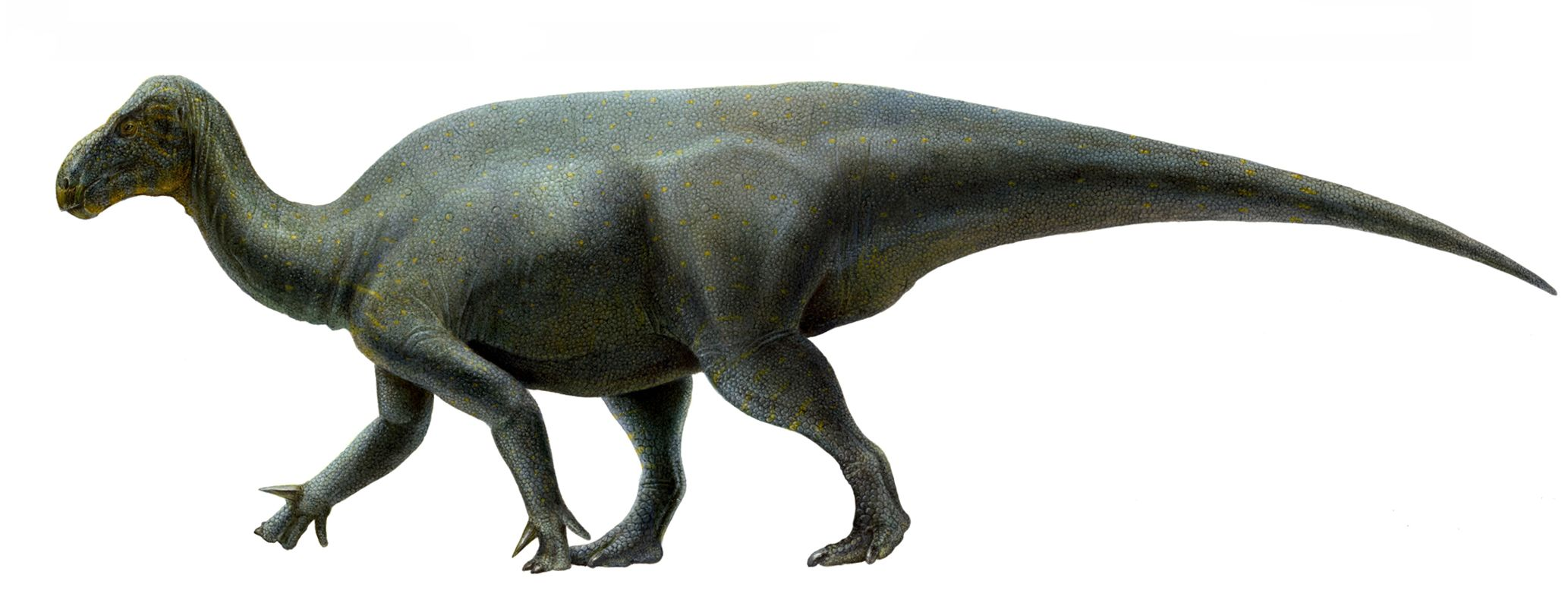
Reconstitution d'un Iguanacolossus fortis.

Ce genre de dinosaure est herbivore. Phylogénétiquement, Iguanacolossus, de type basal, est, bien que beaucoup plus ancien, très proche d’Hippodraco.

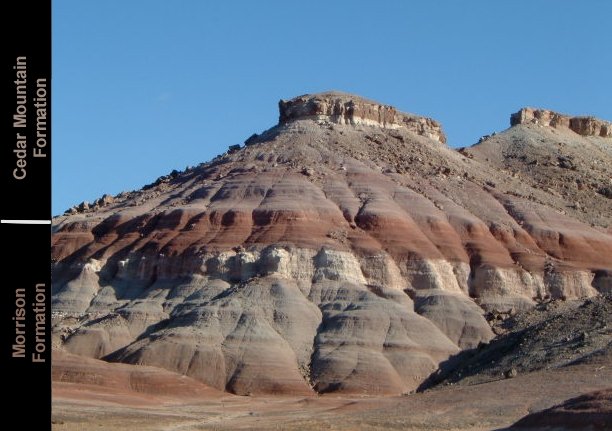
La formation de Cedar Mountain, dans l'Utah.

L'existence de ce taxon de dinosaure a été mise en évidence grâce à la découverte d'un squelette incomplet sur le site archéologique « UMNH VP », un site localisé aux environs de la municipalité de Green River, dans le comté d'Emery. Les restes osseux ont été exhumés dans la strate de Yellow Cap, une couche géologique faisant partie de la formation lithostratigraphique de Cedar Mountain.
Les restes fossilisés sont datés du Barrémien (entre environ -129,4 à −125 millions d'années). Le gisement fossilisé est composé de plusieurs os crâniens, dont un prédentaire, un fragment de maxillaire droit, un squamosal droit, les quadratum gauche et droit, ainsi que deux dents.
La taille d’Iguanacolossus, qui possède des membres antérieurs et postérieurs robustes, est comparable à celle d’Iguanodon bernissartensis, soit environ 9 m de long.

## Étymologie
Le nom du genre Iguanacolossus, formé des termes Iguana et Colossus, a été donné par les paléontologues Andrew T. McDonald, James I. Kirkland, Donald D. DeBlieux, Scott K. Madsen, Jennifer Cavin, Andrew R. C. Milner et Lukas Panzarin,. 
Le nom binominal de l'espèce type peut littéralement se traduire par « puissant iguane colossal ».

## Publication originale
- (en) Andrew T. McDonald, James I. Kirkland et Donald D. DeBlieux, « New Basal Iguanodonts from the Cedar Mountain Formation of Utah and the Evolution of Thumb-Spiked Dinosaurs », PLOS ONE, Public Library of Science,‎ 22 novembre 2010 (lire en ligne, consulté le 18 août 2018).